# ヤコブ・ザッカー
ヤコブ・ザッカー（Jacob Zachar、1986年5月16日 - ）は、アメリカ合衆国の俳優。

## 出演作品
- ＣＳＩ：１３　科学捜査班
- ゾンビ・ハイスクール
- Dr.HOUSE　―ドクター・ハウス― シーズン8
- ＧＲＥＥＫ　～ときめき★キャンパスライフ シーズン2（ラスティ･カートライト）
- ＧＲＥＥＫ　～ときめき★キャンパスライフ シーズン1（ラスティ･カートライト）